# Industrial Veículos Vendetta Equus
Industrial Veículos Vendetta Equus Ltda. war ein brasilianischer Hersteller von Automobilen.

## Unternehmensgeschichte
Das Unternehmen wurde 1990 in Fortaleza gegründet. Die Produktion von Automobilen begann, die als Equus vermarktet wurden. 2005 endete die Produktion.
Es bestand keine Verbindung zu Py Motors aus Nova Iguaçu, die ab 1986 den gleichen Markennamen verwendeten.

## Fahrzeuge
Im Angebot standen die VW-Buggies Future, Maxxis und Uniko. Die beiden letztgenannten waren besser ausgestattet als der Future. Ein eigens angefertigter Rohrrahmen bildete die Basis. Darauf wurde eine offene Karosserie aus Fiberglas montiert. Ein luftgekühlter Vierzylinder-Boxermotor von Volkswagen do Brasil war im Heck montiert und trieb die Hinterräder an.
2004 folgte der Geländewagen Thundix bzw. Thunder. Dieser Jeep-ähnliche Wagen hatte Allradantrieb und ebenfalls eine Karosserie aus Fiberglas. Ein wassergekühlter VW-Motor mit wahlweise 1800 cm³ Hubraum oder 2000 cm³ Hubraum trieb die Fahrzeuge an.